# فائق قرایف
فائق قرایف (به لاتین: Faig Garayev، زاده ۱۱ ژانویه ۱۹۵۹) مربی والیبال اهل جمهوری آذربایجان و بازیکن سابق والیبال است.

## زندگی‌نامه
قرایف در سال ۱۹۵۹ میلادی در یک خانواده متوسط در شهر آستارا به دنیا آمد.

## افتخارات

### مربی‌گری

#### آذر ریل باکو
- جام چالش زنان CEV
  - برنده : ۲۰۱۰/۲۰۱۱
- جام تیم‌های برتر CEV بانوان
  - برنده : ۲۰۰۱/۲۰۰۲
  - مقام سوم : ۱۹۹۲/۱۹۹۳

### شخصی
- - افتخار شهرت : ۲۰۰۷ [۳]